# Лидо деј Пини (Рим)
Лидо деј Пини је насеље у Италији у округу Рим, региону Лацио.
Према процени из 2011. у насељу је живело 3094 становника. Насеље се налази на надморској висини од 50 м.